# دنبوشي (سحر)
الدنبوشي هو مصطلح محلي منتشر في السعودية يطلق على أعمال السحر والشعوذة اللتي تهدف إلى التأثير على النتائج الرياضية وبالأخص رياضة كرة القدم.

## وقائع تاريخية
في ديربي جدة بين نادي الأهلي ونادي الاتحاد في إحدى مباريات الدوري السعودي الممتاز عام 1978 رفض لاعبين الفريقين الدخول إلى الملعب بسبب انتشار شائعة بأن الفريق اللذي سيدخل أرضية الملعب أولا ً سيخسر المباراة بسبب «الدنبوشي» وتأخرت المباراة عن موعد بدايتها المحدد بسبب رفض لاعبين الفريقين الدخول وبعدها تدخل حكم المباراة وطلب من لاعبي الفريقين أن يدخلوا الملعب في وقت واحد وأن يمسك كل لاعب بيد زميله من الفريق الآخر أثناء الدخول للملعب وإنتهت المباراة بالتعادل بهدفين مقابل هدفين وقام الإتحاد العربي السعودي لكرة القدم بإيقاف كابتن الاهلي وكابتن الاتحاد لمدة 6 شهور بسبب تسببهم بتأخيير إقامة المباراة في الموعد المحدد بعد أن رفضوا دخول الملعب في البداية.

## اعترافات
قال حارس المرمى السابق للنادي الأهلي السعودي عبد الهادي حداد بأن جميع الأندية كانت تستخدم «الدنبوشي» وقال أنهم في النادي الأهلي كانوا يحضرون قبل المباريات مياة باللون الأحمر واللون الأصفر للاغتسال بها معتقدين بأنها ستجلب الفوز، وفي لقاء صحفي قال كابتن نادي الهلال السابق صالح النعيمة بأنه سبق وأن استعمل «الدنبوشي» قبل أن «يستغفر ويتوب» أمام الكعبة على حد وصفه.

## اعتذار
اعتذر المعلق الإماراتي عدنان حمد لجماهير نادي الشباب بعد أن علق على مباراة بين نادي النصر السعودي ونادي الشباب السعودي في بطولة دوري المحترفين السعودي عام 2011 بعد أن وصف المعلق عدنان حمد الهدف الثاني لنادي الشباب بأنه «دنبوشي» مما أغضب بعض جماهير نادي الشباب واعتبرته إتهام باستخدام السحر لناديها، قبل أن يعتذر عدنان حمد ويوضح انه لم يكن يقصد 

## اتهام
في عام 2012 استعان نادي النصر السعودي ب3 رقاة لقراءة القرآن الكريم لمدة ساعات في مقر النادي بعد أن انتشرت أقاويل بأن سبب غياب النادي عن تحقيق البطولات هو وجود «دنبوشي» أو سحر يأثر على نتائج النادي سلباً واتهم أحد العاملين بنادي النصر وهو شخص يدعى «معيض» بأنه خلف هذا العمل، قبل أن يخرج «معيض» تلفزيونياً ينفي التهمة عنه ويقول باكياً بأنه مظلوم 